# Konstrunda

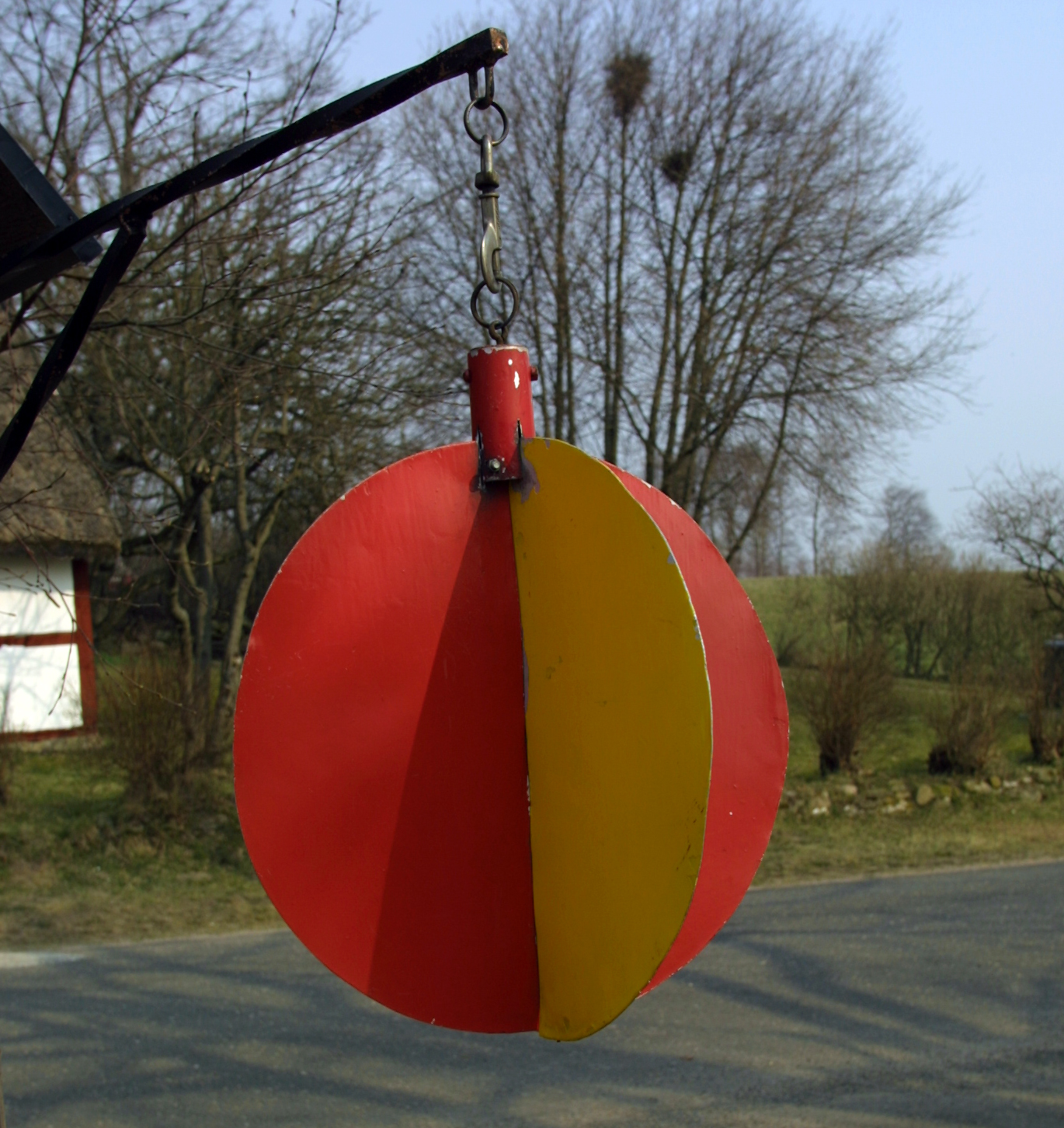
Östra Skånes Konstnärsgilles boll under konstrundan på Österlen.

En konstrunda är ett arrangemang, vid vilket ett antal konstnärer som visar upp sina verk i sina ateljéer under en tidsbegränsad period, oftast vid en långhelg. Konstrundor förekommer ofta i områden med en koncentration av arbetande konstnärer. På Österlen och Bjärehalvön har det under påsken funnits etablerade konstrundor i flera decennier. 

## Konstrunda på Österlen
År 1968 började tolv konstnärer, som bodde längs Hanöbukten i Österlen, hålla öppet hus under pingsthelgen, på initiativ av Bengt Fredriksson, Björn Flygare, Sven-Åke Svensson och Arne Lindquist. Samarbetet kallade de ”Konstrond på Hanöland” arrangemanget blev lyckosamt. Året därpå flyttades det till påskhelgen och fler konstnärer anslöt sig. År 1971 ökade också både antalet och den geografiska spridningen, och namnet ändrades därför till Konstveckan i Östra Skåne. I september 1974 bildades Östra Skånes Konstnärsgille med Bengt Fredriksson som dess första ordförande, vilket därefter stått som arrangör för denna konstrunda. 

## Andra konstrundor
Konstrundan på Österlen har med tiden ökat iomfattning och den inspirerade från 1982 också till en konstrunda i västra Skåne och från 1995 en i sydvästra Skåne. Konstrundor finns numera också på andra ställen. Sedan 2020, då Sverige drabbades av Covid-19 och fysiska besök begränsades, finns det även en digital konstrunda via Konstrundan Online.